# 徐圓朗
徐圓朗（6世纪？—623年3月26日），隋末兗州人（今屬山東）。
大業十三年（617年）正月，魯郡（今山東省兖州市）徐圓朗起義，後依附李密。李密敗，歸竇建德。武德二年七月（619年）徐圓朗歸降唐朝。唐政府封他為魯郡公，拜為兗州總管。武德四年（621年）劉黑闥等人在漳南起兵時，曾與徐圓朗密謀，相約反唐。武德四年（621年）八月，徐圓朗扣留受命安集河南的唐將盛彥師，起兵反唐，與劉黑闥相呼應，發兵圍攻任瑰所在的虞城（今河南省東部）。武德六年（623年）李建成攻滅劉黑闥，徐圓朗聞得黑闥死，棄城逃走，為人所殺。山東盡平。